# Hazaribag
Hazaribag è una suddivisione dell'India, classificata come municipality, di 127.243 abitanti, capoluogo del distretto di Hazaribag, nello stato federato del Jharkhand. In base al numero di abitanti la città rientra nella classe I (da 100.000 persone in su).

## Geografia fisica
La città è situata a 23° 58' 60 N e 85° 20' 60 E e ha un'altitudine di 603 m s.l.m..

## Società

### Evoluzione demografica
Al censimento del 2001 la popolazione di Hazaribag assommava a 127.243 persone, delle quali 67.905 maschi e 59.338 femmine. I bambini di età inferiore o uguale ai sei anni assommavano a 16.091, dei quali 8.399 maschi e 7.692 femmine. Infine, coloro che erano in grado di saper almeno leggere e scrivere erano 96.520, dei quali 54.690 maschi e 41.830 femmine.